# Bloop

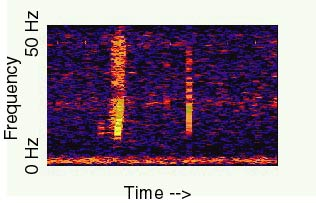
Espectrograma del Bloop.

El Bloop fue el nombre que se les dio a unas extrañas ondas de sonido de baja frecuencia detectadas por la Administración Nacional Oceánica y Atmosférica (NOAA) en 1997. El sonido era consistente con los ruidos generados por criosismos de grandes icebergs, o grandes icebergs raspando el fondo del océano, pero en 2002 se dijo que también sería compatible con enormes animales marinos. La NOAA considera que estableció un análisis concluyente y que el ruido estaba relacionado con hielo.

## Bloop

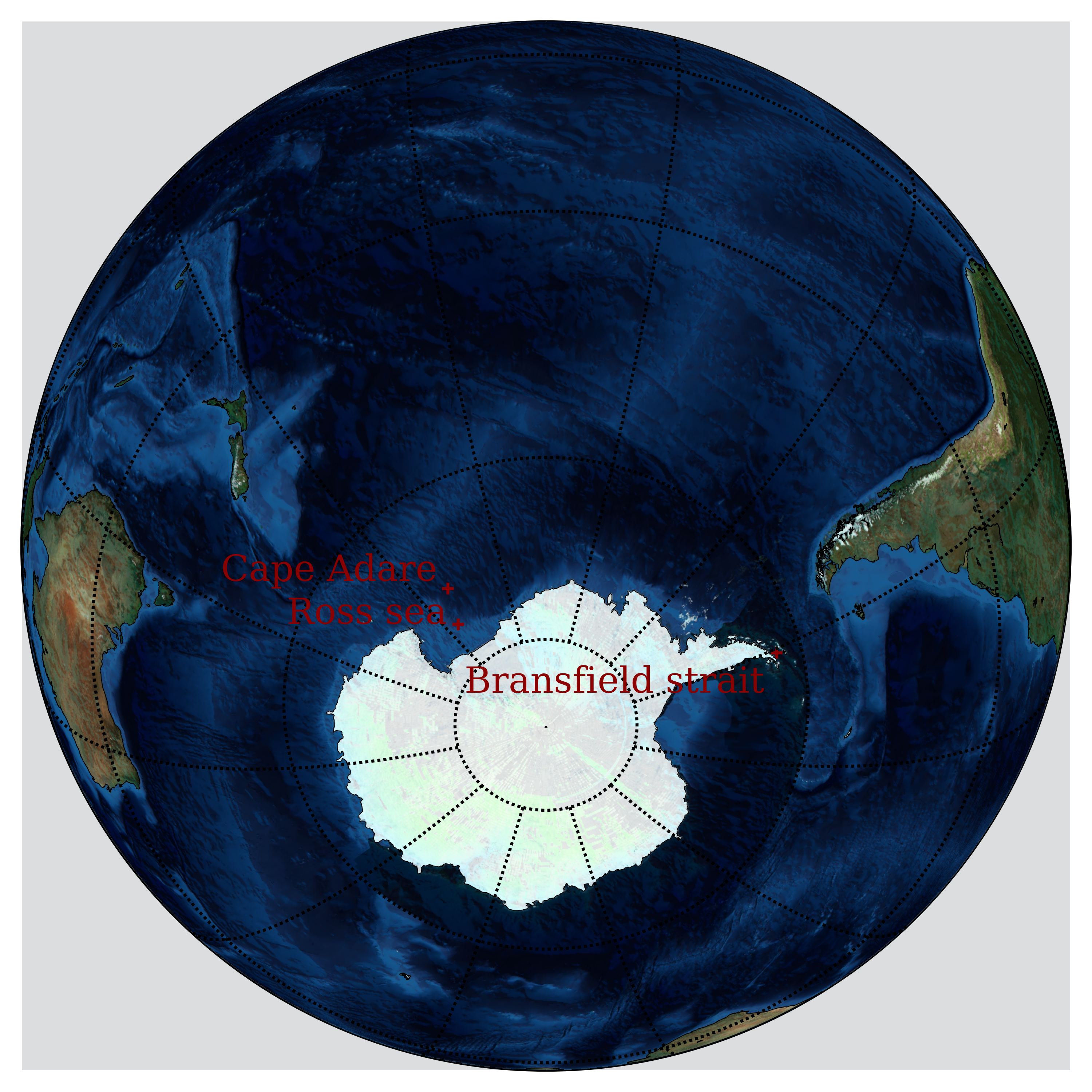
Posibles lugares de origen del Bloop

Durante la Guerra Fría, las Fuerzas Armadas de Estados Unidos colocaron numerosos micrófonos anclados en el fondo del océano con la finalidad de monitorizar la sismicidad submarina, la población y migración de los mamíferos acuáticos y,: 284  extraoficialmente, para detectar igualmente submarinos nucleares soviéticos. En 1997, al revisar y arreglar dichos micrófonos, se detectó en las costas de Chile, a unos 5000 kilómetros de un lugar tal hacia el oeste en el Pacífico sur, un sonido potente al que los científicos bautizaron como El Bloop.
El sonido desciende lentamente en un rango de frecuencia casi subsónico (a partir de 40 Hz hacia abajo) durante aproximadamente 7 minutos y fue de amplitud (volumen) suficiente como para ser detectado por tres sensores submarinos en las latitudes  95W, 8S, y 8N, alejados entre sí más de 5000 km. Este tipo de señal no se ha vuelto a escuchar antes o después. Se determinó que el origen del sonido se hallaba a las 15:30 GMT del 19 de mayo de 1997 cerca de las siguientes coordenadas: 50° S 100° W (un punto distante en el sur del océano Pacífico, al oeste del extremo sur de América del Sur frente a las costas de Chile).
Aunque se especuló con que la fuente de dicho sonido fuese un animal submarino, ya fuere una especie desconocida de pulpo o calamar gigantesco o de una nueva especie de ballena gigante aún más grande que la ballena azul, ambas teorías han sido descartadas, ya que no se conoce entre los cefalópodos sistemas que les permitan emitir sonido, y las ballenas necesitan oxígeno y salen a la superficie para conseguirlo, con posibilidad de ser observada. Ningún satélite, barco, o avión pudo divisar al Bloop. Al final pareció ser consistente con terremotos generados por grandes icebergs cuando se agrietan y fracturan, aunque esto nunca pudo ser comprobado fehacientemente.

## En la cultura popular

### Literatura
El punto de origen del Bloop resulta sorprendentemente cercano a la localización de la ficticia ciudad sumergida de R'lyeh, que forma parte de la mitología de H. P. Lovecraft, con obras como La llamada de Cthulhu (1930). Esto ha llevado a muchos de sus seguidores a establecer relaciones entre este fenómeno y la entidad llamada Cthulhu. En la mitología lovecraftiana el antiguo y enorme Cthulhu fue encerrado en esta mítica ciudad.

### Cine
El bloop fue utilizado como base en la película de ficción  mockumental Mermaids: the body found, producida por Discovery Channel. En el filme, se relaciona el bloop con el sonido de unas extrañas criaturas marinas, de las que, finalmente, acaba encontrándose un cadáver varado en la playa. 
Durante los créditos finales se afirma que, aunque lo contado en el documental es una ficción, el bloop es real.